# 12649 Ascanios
12649 Ascanios este o planetă minoră (asteroid), cu un diametru de 25,102 km, din Asteroid troian al lui Jupiter. A fost descoperită pe 16 octombrie 1977 la Observatorul Palomar de Cornelis Johannes van Houten și a fost numită după Ascanius. 
Obiectul prezintă o orbită caracterizată de o semiaxă mare de 5,1545975 UAi, o excentricitate de 0,148, o înclinație de 6,57286 ° în raport cu ecliptica.